# Eli Broad
Pour les articles homonymes, voir Broad.
Eli Broad, né le 6 juin 1933 dans le Bronx et mort le 30 avril 2021 à Los Angeles,, est un homme d'affaires et philanthrope américain.
Il est notamment connu pour avoir créé KB Home (à l'origine Kaufman & Broad, par exemple connu en France via Kaufman & Broad) dans l'immobilier et SunAmerica (acquis par AIG en 1998) dans l'assurance.
En juin 2019, le magazine Forbes le classe comme la 233e personne la plus riche du monde avec une valeur nette estimée à 6,8 milliards de dollars.
Eli Broad est aussi connu pour son engagement philanthropique dans les domaines de l'éducation publique, de la recherche scientifique et médicale ainsi que des arts. La collection d'art américain moderne et contemporain d'Eli Broad et de son épouse, Edythe, est exposée dans The Broad, musée situé à Los Angeles.

## Biographie
Eli Broad est né le 6 juin 1933, dans le Bronx, à New York, le seul enfant de parents immigrés juifs lituaniens qui se sont rencontrés à New York. Son père travaillait comme peintre en bâtiment et sa mère a travaillé comme couturière. Sa famille a déménagé à Détroit, Michigan quand il avait six ans. À Detroit, son père était un organisateur syndical et possédait des magasins à cinq sous. Broad a assisté aux écoles publiques de Detroit et a obtenu son diplôme à Central High School de Détroit en 1951. 
Eli Broad a fréquenté l'université d'État du Michigan, se spécialisant en comptabilité avec une mineure en économie et obtenant un diplôme cum laude en 1954. Parmi les emplois occupés par Broad à l'université, il y avait la vente de chaussures pour femmes, la vente de poubelles en porte-à-porte et le travail comme opérateur de perceuse à colonne à Packard Motor, où il était membre de United Auto Workers. La même année, Broad, 21 ans, épouse Edythe « Edye » Lawson, 18 ans. 
Eli Broad devient le plus jeune résident du Michigan à obtenir les titres de Certified Public Accountant (CPA), un record qu'il détient jusqu'en 2010. Broad a travaillé comme comptable pendant deux ans et a enseigné des cours du soir au Detroit Institute of Technology en tant que professeur adjoint de comptabilité en 1956. Voulant travailler seul, il fonde son propre cabinet comptable et se voit offrir un espace de bureau par le mari du cousin de sa femme, Donald Bruce Kaufman, en échange de la rédaction des livres pour la petite maison de Kaufman et entreprise de sous-traitance.
Il meurt le 30 avril 2021 des suites d'une longue maladie.